# Peter Wimsey
Lord Peter Death Bredon Wimsey er den fiktive hovedperson og amatørdetektiv i en række detektivromaner og noveller af forfatterinden Dorothy L. Sayers.
Peter Wimsey beskrives som den typiske aristokrat, velklædt, med grå øjne, hørfarvet hår, et "fjollet" ansigt, ubestemmelig mund og lang næse. Han bærer monokel, der benyttes som lup.
Han bor Piccadilly 110A i London. Efter ægteskabet flytter han til Audley Square i Mayfair. Wimseyfamiliens slægtsgods er Bredon Hall, Duke's Denver i Norfolk.
Blandt hans interesser er at samle inkunabler, og han har både midler og viden til det.

## Biografi
Lord Peter Wimsey er født i 1890 som anden søn af Mortimer den 15. hertug af Denver og Honoria Lucasta, som optræder som enkehertuginde i bøgerne.
Hans familie består af hans ældre bror Gerald den 16. hertug af Denver, hans søster lady Mary, hans svigerinde Helen og hans nevø Saint-George.
Han er uddannet på Eton og opnår en grad i historie på Balliol College ved Oxford Universitet. Her markerede han sig som den bedste cricketspiller i Balliols historie.
Under Første Verdenskrig tjente han som major, indtil en træfning nær Caundry begravede ham. Han blev reddet af sin oppasser Mervyn Bunter, men led af granatchok, som voldte ham problemer især i de første bøger. Bunter bliver efter krigen ansat som Lord Peters butler og hjælper ham med hans undersøgelser.

### Romaner
- Peter Wimsey vækker politiet (1923)
- Et væld af beviser (1926)
- Naturlig død ? (1927)
- Mysteriet i Bellonaklubben (1928)
- Giftmordet (1931)
- Peter Wimsey finder fem falske spor (1931)
- Peter Wimsey vejrer mord (1932)
- Annoncer, der dræber (1933)
- De ni klokkeslag (1934)
- Peter Wimsey i Oxford (1935)
- Peter Wimseys hvedebrødsdage (1937)
- Adel forpligter (1998) Færdiggjort af Jill Paton Walsh på baggrund af noter efterladt af Dorothy L. Sayers

### Noveller
- Manden med kobberfingrene
- Katten i sækken
- Lord Peter og jokeren
- Stridens æble
- De løbende skridt
- En smagssag
- Dragehovedet
- Den stjålne mavesæk
- Spejlbilledet
- Det utrolige kvinderov
- Ali Babas hule
- Tand for tand
- Damekvadrillen
- Striding Folly
- Den plagede politibetjent
- Tallboys